# Porphyrinia noctualis
Porphyrinia noctualis är en fjärilsart som beskrevs av Jacob Hübner 1796. Porphyrinia noctualis ingår i släktet Porphyrinia och familjen nattflyn. Inga underarter finns listade i Catalogue of Life.